# Evangelische Erwachsenenbildung Niedersachsen
Die Evangelische Erwachsenenbildung Niedersachsen (EEB Niedersachsen) mit Hauptsitz in Hannover ist eine dem Haus kirchlicher Dienste der Evangelisch-lutherischen Landeskirche Hannovers zugeordnete Landeseinrichtung für die Bildung von Erwachsenen in Trägerschaft der Mitgliedskirchen der Konföderation evangelischer Kirchen in Niedersachsen.

## Geschichte
Im Mai 1965 wurde die EEB Niedersachsen als Arbeitsgemeinschaft für Erwachsenenbildung gegründet. Um als Kooperationspartner des Landes Niedersachsen anerkannt zu werden, musste die Evangelische Erwachsenenbildung Niedersachsen Einrichtung der Konföderation evangelischer Kirchen in Niedersachsen werden. Seit Januar 1974 ist sie ein rechtlich unselbständiges Werk unter der Trägerschaft der Fünf Mitgliedskirchen der Konföderation evangelischer Kirchen in Niedersachsen. Bis 1991 war die EEB getrennt in Landesorganisation (EEB-LO) und Landeseinrichtung (EEB-LE), um dem Niedersächsischen Erwachsenenbildungsgesetz zu entsprechen. Die EEB-LO wurde als Verein aller Einrichtungen und Ag's gegründet und vertrat die EEB nach außen, entwickelte die Programme und kümmerte sich um die Fort- und Weiterbildung der Mitarbeiter. Die Mitglieder der EEB-LO waren die Evangelischen Akademien in Loccum und Rastede, die Heimvolkshochschulen und Bildungsstätten in Bückeburg, Ganderkesee, Hermannsburg, Loccum, Potshausen und Rastede, die Familienbildungsstätten in Niedersachsen sowie die Gesellschaft der Ev. Akademie Niedersachsen. Die EEB-LE's waren unselbständige Einrichtungen der Konföderation und kümmerten sich um die Arbeit vor Ort. 1972 konstituierte sich ein pädagogischer Beirat der Landeseinrichtung (EEB-LE). 1980 war die EEB-LE mit Zweigstellen in Hannover, Niedersachsen-Mitte, Hildesheim, Göttingen, Stade, Osnabrück, Ostfriesland/Oldenburg und Braunschweig vertreten. Heute gliedert sich die EEB Niedersachsen in 13 Geschäftsstellen, die in ganz Niedersachsen verteilt liegen, sowie die Landesgeschäftsstelle. Die EEB Niedersachsen hat 44 Mitarbeitende (Stand März 2013). Von 2018 bis 2023 war die Evangelische Erwachsenenbildung Niedersachsen gemeinsam mit dem Stadtkirchenverband Hannover Träger der Stadtakademie Hannover an der Neustädter-Hof-und Stadtkirche, seit 2023 ist die Stadtakademie eine Einrichtung des Stadtkirchenverbandes Hannover.

## Aufgaben
Die EEB Niedersachsen führt Bildungsmaßnahmen für Erwachsene durch, die sich beruflich weiterbilden und qualifizieren wollen, und führt Veranstaltungen zu Themen wie EDV, Sprachen, Soziale Kompetenzen u. Ä. durch und stellt Materialien, Arbeitshilfen und Referenten zur Verfügung. Sie hilft und berät bei der Planung und Durchführung von Projekten und bildet Kursleiter aus. 2011 hat die Evangelische Erwachsenenbildung mehr als 177.000 Unterrichtsstunden und 6.000 Veranstaltungen durchgeführt und gehört zu den größten Anbietern für Erwachsenenbildung in Niedersachsen. Jährlich erscheint ein Jahrbuch, in dem über die Arbeit berichtet wird. Seit Dezember 2012 ist die EEB zugelassener Träger nach dem Recht der Arbeitsförderung. Die Evangelische Erwachsenenbildung Niedersachsen gehört zu den sieben vom Land Niedersachsen geförderten Landeseinrichtungen für Erwachsenenbildung. Die Agentur für Erwachsenen- und Weiterbildung des Niedersächsischen Bund für freie Erwachsenenbildung ist Partner der EEB Niedersachsen.

## Einbindung in das Amt für Gemeindedienst/Haus kirchlicher Dienste der Evangelisch-lutherischen Landeskirche Hannovers
Ab 1966 war die Arbeitsgemeinschaft als Einrichtung in das Amt für Gemeindedienst (AfG) (Heute Haus kirchlicher Dienste) (HkD) eingebunden. Es war Sitz der Geschäftsstellen für die EEB-LE und EEB-LO, bis Frühjahr 2018 Sitz der Landesgeschäftsstelle. Ab 1972 war die EEB Teil der Arbeitseinheit Erwachsenenarbeit. Von 1977 bis 1985 war die Evangelische Erwachsenenbildung als Sonderbereich in das Amt für Gemeindedienst eingebunden. Danach war sie eine den Fachgebieten gleichgestellte Einrichtung im AfG. Heute ist die EEB Niedersachsen eine dem Haus kirchlicher Dienste zugeordnete Einrichtung und kooperiert eng mit dessen Fachbereichen/Einrichtungen und ist in die Gesamtaufgaben des HkD's eingebunden. Die Verwaltungsstelle des Haus kirchlicher Dienste übernimmt zahlreiche Aufgaben wie beispielsweise die Personalverwaltung und die Finanz- und Haushaltsangelegenheiten für die EEB Niedersachsen. Seit 2012 auf Grundlage eines Geschäftsbesorgungsvertrag zwischen dem Rat der Konföderation und dem Haus kirchlicher Dienste.

## EEB Landesgeschäftsstelle
In der Landesgeschäftsstelle sind die Pädagogische Leitung und Geschäftsführung sowie zentrale und übergreifende Dienste angesiedelt. Sie ist u. a. zuständig für Pädagogische und Theologische Grundsatzfragen, für die Beratung und Zusammenarbeit mit den Arbeitsgemeinschaften in den Regionen und die Planung und Durchführung von Fortbildungsmaßnahmen der Mitarbeiter. Sie sorgt für die Sicherung der Qualität der Bildungsmaßnahmen. Sie plant und begleitet Projekte und Modellvorhaben. Sie vertritt die EEB Niedersachsen in der Öffentlichkeit und in Kirchlichen und Öffentlichen Einrichtungen. Sie ist zuständig für die Kooperation mit dem Haus kirchlicher Dienste. Seit Frühjahr 2018 hat die Geschäftsstelle ihren Sitz in der Odeonstraße in Hannover. Bis Frühjahr 2018 im Haus Kirchlicher Dienste in der Archivstraße.

## EEB Regionen und Geschäftsstellen
Kirchenkreise, Propsteien, Synodalverbände und kirchliche Einrichtungen bilden mit Zustimmung der Konföderation und nach Maßgabe des Rechtes der Landeskirchen Arbeitsgemeinschaften und Bildungswerke und legen eine Arbeitsordnung fest. Die Arbeitsgemeinschaften sind Teil der EEB Niedersachsen und sind an der Gesamtverantwortung und den Aufgaben der EEB beteiligt. Sie werden von Vorständen geleitet, die die AG's in Kirchlichen und Kommunalen Körperschaften und den Gremien der EEB Niedersachsens vertreten, den Haushalt ihres Bereiches aufstellen und gegenüber der EEB vertreten, Projekte und die örtliche Bildungsarbeit Beraten und Beschließen. Die Vorstände berufen Geschäftsführer als Leiter der Geschäftsstellen und wirken bei der Anstellung von Pädagogischen Personal in ihrem Bereich mit. Die Zusammenarbeit mit der Landesgeschäftsstelle wird durch Vereinbarungen geregelt.
- EEB Ostfriesland, Leer, Arbeitsgemeinschaft EEB Ostfriesland.
- EEB Oldenburg, Oldenburg, Arbeitsgemeinschaft EEB Oldenburg.
- Evangelisches Bildungswerk Ammerland, Westerstede, Arbeitsgemeinschaft EEB im Kirchenkreis Ammerland.
- EEB Emsland/Bentheim, Nordhorn, Arbeitsgemeinschaft EEB Emsland/Bentheim.
- EEB Region Osnabrück, Osnabrück,  Arbeitsgemeinschaft EEB Region Osnabrück.
- EEB Nord, Stade, Arbeitsgemeinschaft EEB Nord.
- EEB Osterholz-Scharmbeck/Rotenburg/Verden, Verden, Arbeitsgemeinschaft EEB Osterholz-Scharmbeck/Rotenburg/Verden.
- EEB Lüneburg, Lüneburg, Arbeitsgemeinschaft EEB Lüneburg.
- EEB Hannover/Schaumburg-Lippe, Hannover, Hanns-Lilje-Haus, Arbeitsgemeinschaft EEB Hannover/Niedersachsen Mitte, Arbeitsgemeinschaft Schaumburg-Lippe.
- EEB im Haus kirchlicher Dienste, zuständig für die Kooperation mit dem Haus kirchlicher Dienste und weiteren überregionalen Landeskirchlichen Einrichtungen und Werke, überregionale Veranstaltungen (in Landesgeschäftsstelle inkludiert).
- EEB Gifhorn-Wittingen-Wolfsburg, Wolfsburg, Arbeitsgemeinschaft EEB Gifhorn-Wittingen-Wolfsburg.
- EEB Region Hildesheim, Hildesheim, Arbeitsgemeinschaft EEB Region Hildesheim.
- EEB Braunschweig, Braunschweig, Arbeitsgemeinschaft EEB Braunschweig.
- EEB Südniedersachsen, Göttingen, Arbeitsgemeinschaft EEB Südniedersachsen.

## Fachbeirat
Der Fachbeirat wird durch den Rat der Konföderation eingerichtet. Der Fachbeirat fördert und unterstützt die Arbeit der EEB Niedersachsen und bereitet Beschlüsse vor. Er besteht aus Vier Vertretern der EEB Arbeitsgemeinschaften und Bildungswerke, die nicht beruflich in der EEB Niedersachsen tätig sind, drei Vertreter aus dem Bereich der Hochschulen und/oder der Erwachsenenbildung, Zwei Pädagogischen Mitarbeitern, zwei für die Erwachsenenbildung zuständigen Referenten aus den Mitgliedskirchen und dem Päd. Leiter der EEB Niedersachsen. Die Mitglieder werden durch den Rat der Konföderation für Fünf Jahre gewählt. Weitere Personen nehmen beratend teil. Der Fachbeirat wirkt mit bei der Erarbeitung von Grundsätzen und Richtlinien für die Evangelische Erwachsenenbildung und berät bei der Festlegung von Arbeitsschwerpunkten mit den dazugehörenden Struktur-, Finanz- und Personalfragen. Er begleitet und berät die Landesgeschäftsstelle und bereitet Empfehlungen an die kirchlichen Gremien vor. Er ist bei der Ernennung des Pädagogischen Leiters durch Anhörung zu beteiligen.

## Landeskonferenz
Die Vorsitzenden der Vorstände der Arbeitsgemeinschaften/Bildungswerke bilden gemeinsam mit den Mitgliedern des Fachbeirats die Landeskonferenz. Sie wird durch den Vorsitzenden des Fachbeirates mindestens alle zwei Jahre einberufen und durch ihn geleitet. Die Konferenz fördert den Erfahrungsaustausch, berät grundsätzliche Fragen der Erwachsenenbildung und der EEB Niedersachsen. Sie beschließt die Vorschlagsliste zur Berufung von Vertretern aus den Arbeitsgemeinschaften/Bildungswerken und aus dem Bereich der Hochschulen/Erwachsenenbildung für den Fachbeirat.

## Leitung
Die EEB Niedersachsen wird von einem Pädagogischen Leiter und Geschäftsführer, seit 2012 in Personalunion, geleitet, der Mitglied im Leitungsausschuss des Hauses kirchlicher Dienste ist.

## Mitgliedschaften
Die EEB Niedersachsen ist Mitglied in der Deutschen Evangelischen Arbeitsgemeinschaft für Erwachsenenbildung und im Niedersächsischen Bund für freie Erwachsenenbildung e. V.